# 3958 Komendantov
A 3958 Komendantov (ideiglenes jelöléssel 1953 TC) a Naprendszer kisbolygóövében található aszteroida. Pelageya Shajn fedezte fel 1953. október 10-én.